# The Defenders
The Defenders is een Amerikaanse drama-rechtbankserie. Hiervan werden 132 afleveringen gemaakt die oorspronkelijk van 16 september 1961 tot en met 13 mei 1965 werden uitgezonden op CBS.
The Defenders werd drie keer genomineerd voor een Golden Globe, waarvan er één werd toegekend: die voor beste dramaserie in 1963. Ook werd de serie in totaal 22 keer genomineerd voor een Primetime Emmy Award, waarvan er 14 daadwerkelijk werden toegekend. Hieronder waren die voor beste dramaserie in 1962, 1963 en 1964 en die voor beste hoofdrolspeler in een televisieserie in 1962 en 1963 (twee keer E.G. Marshall).

## Uitgangspunt
Net na het afronden van zijn opleiding tot advocaat, gaat Kenneth Preston samenwerken met zijn door de wol geverfde vader Lawrence. Met zijn tweeën nemen ze zaken aan waarin ze verdachten van uiteenlopende misdaden bijstaan tijdens hun rechtszaken. Hierbij gaat het om kwesties waarin het de vraag is of en in hoeverre iemand schuldig is aan een misdaad, maar ook om zaken waarin het in de ogen van vader en zoon Preston nog maar de vraag is of de handelingen van een verdachte eigenlijk wel een strafbaar feit vormen, en niet de uitoefening van een persoonlijk recht.

## Rolverdeling
*Cast (beide 132 afleveringen)
- E.G. Marshall - Lawrence Preston
- Robert Reed - Kenneth Preston

*Alle andere personages verschenen in minder dan tien afleveringen